# Jacqueline Todten
Jacqueline Todten-Hein (Berlino, 29 maggio 1954) è un'ex giavellottista tedesca.

## Biografia
Partecipò ai Giochi olimpici di Monaco 1972 aggiudicandosi la medaglia d'argento nel lancio del giavellotto, con un lancio di 62,54 m.
Ci riprovò 4 anni dopo, a Montréal 1976, ma non riuscì a conquistare il podio, piazzandosi in quarta posizione con la misura di 63,84 m.
Nel 1974 si piazzò in seconda posizione ai campionati europei, lanciando alla distanza di 62,10 m.

## Palmarès
| Anno | Manifestazione  | Sede              | Evento                 | Risultato | Prestazione | Note |
| ---- | --------------- | ----------------- | ---------------------- | --------- | ----------- | ---- |
| 1972 | Giochi olimpici | Monaco di Baviera | Lancio del giavellotto | Argento   | 62,54 m     |      |
| 1974 | Europei         | Roma              | Lancio del giavellotto | Argento   | 62,10 m     |      |
| 1976 | Giochi olimpici | Montréal          | Lancio del giavellotto | 4ª        | 63,84 m     |      |